# Swifts Creek
Swifts Creek est un petit village du Victoria en Australie, à environ 380 km à l'est de Melbourne. Il est situé sur la Great Alpine Road.